# بيترو كامبل
بيترو كامبل (بالإنجليزية: Simone Campbell)‏ هي محامية أمريكية، ولدت في 22 أكتوبر 1945 في سانتا مونيكا في الولايات المتحدة.

## وصلات خارجية
- بيترو كامبل على موقع IMDb (الإنجليزية)
- بيترو كامبل على موقع الموسوعة البريطانية (الإنجليزية)